# Zhang Yufeng
Zhang Yufeng (chiń. upr. 张玉凤; pinyin Zhāng Yùfèng; ur. 9 stycznia 1945 w Mudanjiang) – chińska urzędniczka, osobista sekretarka i konkubina Mao Zedonga, którego poznała w 1960 roku.
W latach 70., gdy stan zdrowia Mao pogarszał się i pojawiły się u niego trudności z mówieniem, Zhang była uznawana za jedyną osobę potrafiącą zrozumieć jego mowę, będąc jego "interfejsem na świat".
Przed pracą u Mao była kelnerką.